# Halfa al-Dżadida
Halfa al-Dżadida (arab. حلفا الجديدة, ang. Halfa' al Jadidah) – miasto w Sudanie; 85 600 mieszkańców (2006). Przemysł spożywczy, ośrodek handlowy.